# 아문센 (영화)
《아문센》(영어: Amundsen)는 2003년에 개봉한 독일 영화이다.

## KBS 성우진 (2005년 9월 18일)
- 은영선 - 아네(레아 쿠르카)
- 장광 - 코넬리우스(하랄드 크라스니처)
- 한호웅 - 빅터(틸 린드만)
- 김영진 - 쿨만(클로드-올리버 루돌프)
- 오인성 - 안드레(엑셀 웨데킨드)
- 김세한 - 아빠
- 문지현 - 엄마
- 전인배 - 빈터호프 / 소장
- 황원 - 로베르트
- 김정희 - 마이어 부인
- 김정호 - 형사
- 이진화 - 여비서
- 정옥주 - 여교수
- 김희선 - 여직원
- 변영희 - 검역소 직원
- 이규석 - 피자 배달부